# Spirobolus flavopunctatus
Spirobolus flavopunctatus är en mångfotingart som beskrevs av Voges 1878. Spirobolus flavopunctatus ingår i släktet Spirobolus och familjen Spirobolidae. Inga underarter finns listade i Catalogue of Life.